# Чемпіонат світу з гірського бігу
Чемпіонат світу з гірського бігу — глобальне змагання з бігу по пересіченій місцевості гірського ландшафту, яке з 2009 проводиться Всесвітньою асоціацією гірського бігу. До 2009 ці щорічні змагання мали назву Світового трофею з гірського бігу (англ. World Mountain Running Trophy) та проводились з 1985.
Згідно з встановленими правилами, в парні роки проводяться чемпіонати світу на трасі «вгору», а в непарні роки — «вгору і вниз». Орієнтовна загальна довжина траси чемпіонату має становити 5-6 км (для юніорів) та 10-12 км (для дорослих), при цьому асфальтоване покриття має бути меншим за 20 % загальної її довжини. Найвища точка рельєфу траси не повинна бути вищою за 3000 метрів над рівнем моря, а орієнтовний набір висоти має становити не менше 100 і не більше 200 метрів на 1 км.

## Чемпіонати
| №       | Рік  | Місце проведення       | Дата проведення |
| ------- | ---- | ---------------------- | --------------- |
| 1 (25)  | 2009 | Мадезімо-Камподольчино | 6 вересня       |
| 2 (26)  | 2010 | Камник-Велика Планіна  | 5 вересня       |
| 3 (27)  | 2011 | Тирана                 | 11 вересня      |
| 4 (28)  | 2012 | Тему-Понте-ді-Леньо    | 2 вересня       |
| 5 (29)  | 2013 | Криниця-Здруй          | 8 вересня       |
| 6 (30)  | 2014 | Масса                  | 14 вересня      |
| 7 (31)  | 2015 | Бетус-е-Койд           | 19 вересня      |
| 8 (32)  | 2016 | Сапарева Баня          | 11 вересня      |
| 9 (33)  | 2017 | Премана                | 30 липня        |
| 10 (34) | 2018 | Канільйо               | 16 вересня      |
| 11 (35) | 2019 | Вілья-Ла-Ангостура     | 15 листопада    |
| 12 (36) | 2020 | скасований             |                 |

## Медальний залік
- Інформація наведена по чемпіонат світу 2017 включно.
- Враховані лише медалі, отримані в індивідуальному заліку.

| Місце | Країна          | Золото | Срібло | Бронза | Загалом |
| ----- | --------------- | ------ | ------ | ------ | ------- |
| 1     | Уганда          | 6      | 3      | 5      | 14      |
| 2     | Австрія         | 4      | 1      | 0      | 5       |
| 3     | США             | 3      | 0      | 2      | 5       |
| 4     | Італія          | 2      | 5      | 2      | 9       |
| 5     | Еритрея         | 2      | 3      | 0      | 5       |
| 6     | Кенія           | 1      | 1      | 0      | 2       |
| 7     | Велика Британія | 0      | 2      | 4      | 6       |
| 8     | Туреччина       | 0      | 1      | 1      | 2       |
| 8     | Росія           | 0      | 1      | 1      | 1       |
| 9     | Мексика         | 0      | 1      | 0      | 1       |
| 10    | Франція         | 0      | 0      | 2      | 2       |
| 11    | Швейцарія       | 0      | 0      | 1      | 1       |

## Мультимедалісти
- Інформація наведена по чемпіонат світу 2017 включно.

| Атлет                  | 1 | 2 | 3 | Загалом |
| ---------------------- | - | - | - | ------- |
| Джефрі Кусуро Уганда   | 1 | 1 | 1 | 3       |
| Фред Мусобо Уганда     | 1 | 0 | 1 | 2       |
| Азерія Теклай Еритрея  | 0 | 3 | 0 | 3       |
| Ахмет Арслан Туреччина | 0 | 1 | 1 | 2       |

| Атлетка                       | 1 | 2 | 3 | Загалом |
| ----------------------------- | - | - | - | ------- |
| Андреа Майр Австрія           | 4 | 1 | 0 | 5       |
| Валентіна Белотті Італія      | 1 | 3 | 0 | 4       |
| Люсі Мурігі Кенія             | 1 | 1 | 0 | 2       |
| Емма Клейтон Велика Британія  | 0 | 1 | 1 | 2       |
| Сара Танстолл Велика Британія | 0 | 0 | 2 | 2       |